# Хари Потер (лик)
Ово је чланак о лику из књига и филмова Харију Потеру. За информације о серији књига о Харију Потеру, види: Хари Потер.
Хари Џејмс Потер (31. јул 1980), син је јединац Џејмса Потера и Лили Потер, главни је лик у серијалу књига и филмова о Харију Потеру.
Харија Потера у филмовима тумачи млади глумац Данијел Редклиф. Он је глумио Харија у свих осам филмова: "Хари Потер и Камен мудрости", "Хари Потер и Дворана тајни", "Хари Потер и затвореник из Аскабана", "Хари Потер и Ватрени пехар" и "Хари Потер и Ред феникса", "Хари Потер и Полукрвни Принц", "Хари Потер и реликвије Смрти: Први део" и "Хари Потер и реликвије Смрти: Други део".

## Почетак
Хари Потер рођен је 31. јула 1980. у Годриковој долини, једном од многобројних чаробњачких насеља у Британији. Син је јединац покојног брачног пара Потер, Лили и Џејмса.
Чувен је у чаробњачком свету по свом обрачуну са злим чаробњаком Лордом Волдемором, главним негативцем у серијалу, када је био стар само годину дана. Волдемор, један од најмоћнијих чаробњака свих времена, изгубио је у овом обрачуну све своје моћи.
Волдемор је, чувши пророчанство о дечаку који ће га поразити, кренуо ка кући Потерових, са намером да их све убије. Волдемор је најпре убио Џејмса, који је покушавао да га задржи, да би дао Лили времена да узме Харија и побегне. Али, она није могла да оде и остави га. Волдемор је онда кренуо на Лили, која је умрла док је покушавала да заштити сина, што је Харију дало једну врсту магичне заштите. Волдемор је покушао да убије Харија авада кедавра клетвом, којом је убио и Харијеве родитеље, али чин је пошла низбрдо због заштите коју је Харију дала његова мајка и окренула се против Волдемора. Волдемор, који је провео неколико година користећи моћну црну магију покушавајући да добије бесмртност, успео је да преживи смртну клетву, али само као слабашна сенка претходног себе. Побеђен и без магичних моћи, Волдемор се сакрио, а Хари је постао славан у чаробњачком свету као „Дечак који је преживео“. Ипак, остао му је ожиљак у облику муње на челу, за који ће се касније испоставити да је известан вид споне између Харија и Волдемора.
Хари изгледа потпуно као свој отац, осим што има мајчине очи и ожиљак у облику муње на свом челу. То што има исте очи као мајка биће једна од пресудних ствари у књигама.

## Живот код Дарслијевих
Директор Хогвортса и врховни члан Реда феникса, Албус Дамблдор оставља Харија код Дарслијевих. Петунија Дарсли је рођена Лилина сестра и Хари ће у њеној кући бити безбедан. Дамблдор им оставља писмо у којем им је све објаснио, али они никада са Харијем нису поступали као са рођеним сином.
За Дадлијев једанаести рођендан, Дарслијеви и Хари одлазе о зоо-врт. Тамо Хари разговара, нисам не зна како, са змијом. Дадли гурне Харија да би видео змију боље, а Хари, бесан, учини да стакло између змије и Дадлија нестане. Дадли упада у кавез, а змија се ослобађа. Схвативши шта се догодило, теча Вернон кажњава Харија и одузима му сва права.

## Писма са Хогвортса
Уочи његовог једанаестог рођендана, Харију почињу да пристижу писма совином поштом. Не желећи да Хари сазна истину о себи, теча и тетка му одузимају сва писма. На сам Харијев 11. рођендан, појављује се Рубијус Хагрид, чувар кључева на Хогвортсу, који Харију прича истину о његовом пореклу и породици.
Хагрид води Харија у Дијагон-алеју да би га опремио свим стварима за Хогвортс. Хагрид му купује сову, коју Хари назива Хедвига. Хари потом одлази код Оливандера, продавца чаробних штапића. После много испробаних штапова, Хари купује један од зеленике, са фениксовим пером, од једанаест инча. Оливандер прича Харију како је феникс, који је дао перо за Харијев штапић, дао још једно перо, које се налази у Волдеморовом штапићу.

## Путовање са перона девет и три четвртине (9 ¾)
Хари одлази на Хогвортс возом који креће са перона девет и три четвртине, где упознаје Рона Веслија, који му постаје најбољи друг. Поред тога, упознаје Хермајони Грејнџер, која му тек касније постаје најбоља другарица, Невила Лонгботома, откачене Веслијеве близанце и Драка Мелфоја, који му постаје непријатељ.

## Камен мудрости
Хари стиже на Хогвортс. Шешир за разврставање жели да га смести у Слидерин, али се ипак одлучује за Грифиндор. Хари тако одлази у кућу у којој су били његови родитељи, као и сам Дамблдор. Поред њега, нови Грифиндорци су још Рон Весли, Хермајони Грејнџер, Невил Лонгботом, Шејмус Финиген, Дин Томас, Парвати Петил и Лавандер Браун.
Заштита коју му је дала мајка помогла је Харију још једном, десет година касније када се Лорд Волдемор вратио тражећи Камен мудрости. Запоседнувши хогвортског професора Квирела, Волдемор се вратио на Хогвортс тражећи Камен. Још једном је покушао да убије Харија, али Лилина заштита је остала у његовим венама, и Волдемор није могао ни да га дотакне. Опет је био принуђен да бежи, остављајући Квирела да умре.

## Дворана тајни
У другом делу, у школи бива отворена тајанствена Дворана тајни. Ђаци откривају да је Дворану, по легенди, саградио Салазар Слидерин, оснивач истоимене куће и један од оснивача Хогвортса, који је у Дворани оставио чудовиште које из школе треба да отера све који нису достојни да уче магију - од Блатокрвних, деце нормалског порекла. Када се у школу врати Слидеринов наследник, он ће ослободити чудовиште из Дворане и пустити га на нормалску децу. Због његове способности да разговара са змијама, многи сумњају да је Хари Слидеринов наследник. Неколико ђака је скамењено, а на крају и убија Џини Весли. Хари и Рон одлазе у Дворану да спасу Џини. Хари среће Тома Ридла, власника дневника у коме је Џини писала. Ридл је контролисао Џини и натерао је да отвори Дворану. Ридл открива да је Лорд Волдемор и пушта Базилиска на Харија. Хари га убија мачем из шешира за разврставање, уништава дневник и спасава Џини.

## Затвореник из Аскабана
Хари у овом делу открива да има кума Сиријуса Блека, који је неправедно оптужен да је убио тринаесторо људи, као и да је Волдемору продао Харијеве родитеље. Хари у то у почетку верује, али онда поверује Сиријусу.
Када су Сиријус и Ремус Лупин, пријатељи његовог оца, одлучили да убију Питера Петигруа, који је заиста издао Харијеве родитеље, Хари стаје у Петигруову одбрану, рекавши да је боље да га пошаљу у Аскабан. Међутим, Петигру успева да побегне.
То што је Хари Петигруу спасао живот биће веома важно, поготово у седмом делу.

## Ватрени пехар
На Хогвортсу се поново одржава легендарни Трочаробњачки турнир, у коме се три магијске школе - Хогвортс, Бобатонс и Дурмстранг - пријатељски такмиче у знању и вештини. Међутим, Хари постаје четврти шампион, али га је пријавио неко други.
Одједном, цела школа почне да га сматра разметљивцем, чак и сам Рон. Хермајони остаје уз њега, а Седрик Дигори, други хогвортски шампион, покушава да спречи Хафлпафовце да и даље зачикавају и нападају Харија.
Те године, одржава се и Божићни бал, на који Хари позива Чо Чанг. Али, она га одбија, говорећи да се већ договорила са Седриком. Хари на бал одлази са Парвати Петил.
На самом трећем подвигу, телепортациони кључ „пребацује“ Харија и Седрика на једно гробље, где се Волдемор поново враћа. Питер Петигру убија Седрика, а Волдемор се бори са Харијем, који успева да му побегне, по четврти пут.

## Ред феникса
Чаробњачка заједница не верује Харију и Дамблдору да се Волдемор вратио. У Хогвортс стиже нова наставница одбране од мрачних вештина, Долорес Амбриџ, која је ту дошла као изасланик Министарства магије. Амбриџова спречава децу да прописно науче одбрану, јер мисли да Дамблдор регрутује ученике у своју приватну војску.
Хари и његови пријатељи оснивају Дамблдорову армију, групу ђака који заиста желе да науче одбрану. Међутим, Амбриџова и њен Инквизиторски одред откривају ДА, а Дамблдор преузима кривицу.
Хари добија визију Сиријуса, кога Волдемор мучи у просторима Министарства магије. Хари и један део ДА одлазе у Министарство, где се боре против Смртождера. У бици погине Сиријус, а убије га Белатрикс Лестрејнџ. Хари жели да убије Белатрикс, али онда се сусреће са самим Волдемором.
Дамблдор и Волдемор се боре и, у једном тренутку, Волдемор бежи, али потом што га виде званичници Министарства. Коначно, свет поверује Харију и Дамблдору.

## Све Харијеве љубави
Џини Весли је била прва особа која је била заљубљена у Харија (у књизи Хари Потер и Дворана тајни), иако није имала храбрости ни да говори са њим. У књизи Хари Потер и Ватрени пехар, Хари се заљубљује у Чо Чанг, и следеће године су се пољубили под имелом. На крају те године, она и Хари су раскинули (иако никад нису били прави пар). На шестој години, Хари почиње да се интересује за Џини, за коју верује да је „дигла руке од њега“. Испоставља се да Хари никад није престао да јој се свиђа – њих двоје постају момак и девојка; мада он раскида, јер зна да би Волдемор лако могао то да открије и повреди Џини.
На крају седмог дела, Хари се жени Џини, и они добијају троје деце: Џејмса, Албуса и Лили.

## Харијеви резултати са О. Ч. Н.
О. Ч. Н. је скраћеница за Обичне чаробњачке нивое (на енглеском: O.W.L. – Ordinary Wizarding Levels), низ тестова које хогвортски ученици полажу на крају пете године. Највиша оцена на О. Ч. Н. тестовима је Н (натпросечно). Затим долази И (изнад очекивања), па П (прихватљиво), последња пролазна оцена. Непрелазне оцене су Б (бедно), О (очајно) и Т (трол, попут трола – за њих се сматра да су веома глупа бића).
- Астрономија: П
- Брига о магијским створењима: И
- Чини: И
- Одбрана од мрачних вештина: Н
- Предсказивање: Б
- Хербологија: И
- Историја магије: О
- Напици: И
- Преображавања: И

## Харијева каријера
У једном интервјуу након издавања седмог дела Хари Потер и реликвије смрти, Џоан Кетлин Роулинг је рекла да је Хари постао Аурор у Министарству магије, што значи да је остварио своје амбиције из школе. Хари више не може да прича немуштим језиком, али не жали много због тога. У књизи Хари Потер и уклето дете је описан његов живот 19 година након седмог дела.